# فرودگاه اینیسفیل
فرودگاه اینیسفیل (به انگلیسی: Innisfail Airport) (به زبان بومی: Big Bend Airport) یک فرودگاه همگانی است که یک باند فرود آسفالت دارد و طول باند آن ۹۲۲ متر است. این فرودگاه در کشور کانادا قرار دارد و در ارتفاع ۹۲۰ متری از سطح دریا واقع شده‌است.